# Данилов, Софрон Петрович
Софро́н Петро́вич Дани́лов (19 апреля 1922 — 7 сентября 1993) — якутский советский писатель. Заслуженный работник культуры РСФСР (1977). Народный писатель Якутии. Член КПСС с 1963 года. Брат писателя Семёна Данилова — народного поэта Якутии.

## Биография
Софрон Данилов родился в Мытахском наслеге Западно-Кангаласского улуса Якутской области 19 апреля 1922 года. Окончил Якутский педагогический институт. Работал в сферах журналистики и педагогики. В январе 1979 года стал председателем Союза писателей Якутской АССР. Неоднократно избирался депутатом ВС Якутской АССР.
Первые произведения Данилова были опубликованы в 1938 году. Его перу принадлежат повести «Манчаары», «Дьону үөрдэ сылдьаары» (Нести радость людям), «Уот» (Огонь), «Пашня»; романы «Сүрэх тэбэрин тухары» (Пока бьётся сердце), «Киһи биирдэ олорор» (Человек живёт один раз), «Сказание о Джэнкире»; драма «Сахалар ааттарыттан» (От имени саха). Данилов перевёл на якутский язык ряд драматических произведений А. Н. Островского, роман «Что делать?» Н. Г. Чернышевского и ряд других произведений.

## Награды и премии
- Народный писатель Якутии
- Заслуженный работник культуры РСФСР (05.01.1977)[2]
- Государственная премия РСФСР имени М. Горького (1985) — за романы «Бьётся сердце» (1967), «Красавица Амга» (1976)
- орден Трудового Красного Знамени (19.04.1982)
- орден Дружбы народов (16.11.1984)
- Два ордена «Знак Почёта» (28.10.1967; 18.04.1972)
- медали
- Лауреат Государственной премии Республики Саха (Якутия) имени П. А. Ойунского (1967, за роман «Пока бьётся сердце»)
- Лауреат премии комсомола Якутии

## Память
- Именем Софрона Данилова названы школа в Горном улусе, теплоход Ленского пароходства и улица в селе Бердигестях.
- В Мытахском наслеге Горного улуса открыт литературный музей народных писателей братьев Семёна и Софрона Даниловых.
- Памятник братьям Софрону и Семёну Даниловым в сентябре 2021 года открыт в Якутске[3].